# Чорна троянда (серіал)
Чорна троянда (тур. Karagül) — турецький драматичний серіал. На екранах стартував з 29 березня 2013 року на турецькому телеканалі Fox TV. Остання серія була показана 10 червня 2016 року.

## Сюжет
Ви побачите турецьку глибинку, в якій протягом багатьох років люди живуть по віковим традиціям. Однак існувати у брехні важко, особливо коли ти дізнаєшся про це не відразу. Рано чи пізно істина виходить назовні. У житті героїні Ебру є велика брехня, яку вона з'ясує. Ця правда буде їй дорого коштувати. Одного разу Мурат поїде в Халфеті і не повернеться. З цього моменту життя Ебру зміниться. Залишившись з 3 дітьми вона намагається дізнатися причину зникнення чоловіка і затіє свою боротьбу за щастя. Заради своїх дітей вона зобов'язана стати сильною. Чи зуміє Ебру з'ясувати, що насправді сталося з Муратом? Чи повернеться він?

## В ролях
| Актори            | Ролі             |
| ----------------- | ---------------- |
| Едже Услу         | Ебру Шамверді    |
| Месут Акуста      | Кендал Шамверді  |
| Явуз Бінгель      | Фірат Мерджан    |
| Озлем Джонкер     | Нарін Шамверді   |
| Хіляль Алтинбілек | Озлем Шамверді   |
| Шеріф Сезер       | Кадріє Шамверді  |
| Мерт Язиджиоглу   | Баран Шамверді   |
| Айча Айшін Туран  | Ада Шамверді     |
| Ілайда Чевик      | Майя Шамверді    |
| Гюлья Дуяр        | Еміне Шамверді   |
| Ебру Ожен Шахін   | Сібель Шамверді  |
| Севда Ергінджі    | Айше             |
| Огюн Каптанооглу  | Огуз Киличоглу   |
| Озджан Деніз      | Мурат Шамверді   |
| Себахат Кумаш     | Мелек Шамверді   |
| Есер Карабіль     | Касим            |
| Бурак Челік       | Сердар Киличоглу |
| Арда Еркуран      | Рюзгяр Шамверді  |
| Сарухан Хюнел     | Кенан Гюнер      |
| Гонджа Джиласун   | Фикрие Гюнер     |
| Джан Атак         | Асим Шамверди    |
| Су Ольгач         | Деніз Киличоглу  |
| Фейзан Сойкан     | Емре             |
| Ачелія Елмас      | Эліф             |
| Бюлент Полат      | Сабрі            |
| Ялчин Ертюрк      | Реждеп           |

## Український дубляж
Українською мовою серіал дубльовано студією «1+1» у 2015 році.

## Сезони
| Сезон | Епізоди     | Епізоди     | Оригінальний показ | Оригінальний показ | Оригінальний показ |
| Сезон | Епізоди     | Епізоди     | Перший показ       | Останній показ     | Мережа             |
| ----- | ----------- | ----------- | ------------------ | ------------------ | ------------------ |
| 1     | 12 (1-12)   | 12 (1-12)   | 29 березня 2013    | 14 червня 2013     | FOX                |
| 2     | 37 (13-49)  | 37 (13-49)  | 20 вересня 2013    | 13 червня 2014     | FOX                |
| 3     | 39 (50-88)  | 39 (50-88)  | 19 вересня 2014    | 12 червня 2015     | FOX                |
| 4     | 37 (89-125) | 37 (89-125) | 2 жовтня 2015      | 10 червня 2016     | FOX                |

## Трансляція в Україні
- З 22 червня по 4 вересня 2015 року на телеканалі 1+1, у будні о 17:10 по три серії. Було показано перших два сезони.